# Delfin Albano
Delfin Albano (Magsaysay) ist eine Stadtgemeinde in der Provinz Isabela im Bezirk Cagayan Valley auf der philippinischen Insel Luzón. Am 1. August 2015 hatte sie 26.614 Einwohner.
Delfin Albano ist politisch in 29 Baranggays unterteilt:
| - Aga - Andarayan - Aneg - Bayabo - Calinaoan Sur - Capitol - Carmencita - Concepcion - Maui - Quibal - Ragan Almacen - Ragan Norte - Ragan Sur (Pob.) - Rizal (Ragan Almacen Alto) - San Andres | - San Antonio - San Isidro - San Jose - San Juan - San Macario - San Nicolas (Fusi) - San Patricio - San Roque - Santo Rosario - Santor - Villa Luz - Villa Pereda - Visitacion - Caloocan |